# Keplerteleskopet
För andra betydelser, se Kepler.
Keplerteleskopet är ett tidigare rymdteleskop som sköts upp av NASA den 7 mars 2009 men som nu tagits ur bruk. Projektet startades för att bevaka ett stort antal stjärnor i stjärnbilderna Svanen och Lyran. Teleskopets uppgift var att leta efter jordliknande planeter, (dvs planeter som är hälften till dubbelt så stora som jorden), särskilt de inom den beboeliga zonen av sina stjärnor, där flytande vatten och möjligtvis liv kan existera. Tanken är även att genom att bevaka ungefär 100 000 stjärnor kunna få fram statistik på hur många jordliknande planeter som kretsar runt solliknande stjärnor det finns i vår galax.
Den 15 maj 2013 upptäcktes att två av fyra "reaktionshjul" slutat fungera. Reaktionshjulen används tillsammans med styrraketer för att rikta teleskopet åt rätt håll. Med enbart två fungerande hjul kan man inte längre göra observationer med tillräckligt hög precision för att fortsätta med det ursprungliga uppdraget.
Uppdraget avslutades den 30 oktober 2018 efter att bränslet tagit slut.
Keplerteleskopet är uppkallat efter den tyske astronomen, matematikern och mystikern Johannes Kepler (1571–1630).

## Historik
Idén bakom Keplerteleskopet har vuxit fram under hundratals år. Länge har astronomer frågat sig hur vanligt det är med jordliknande planeter i vår galax och hur vanligt det är med planeter av jordens storlek i den beboeliga zonen av solliknande stjärnor. 
År 1992 undersökte Nasa en rad nya programuppslag och ett av förslagen som lades fram till Nasa var FRESIP, FRequency of Earth-Size Inner Planets, ungefär förekomstfrekvensen av jordstora planeter som kretsar runt en stjärna. FRESIP ville sända upp ett teleskop för att leta jordlika planeter, en fråga som sysselsatt astronomer i århundraden. Svaret blev att ett sådant uppdrag var högaktuellt men att tekniken som dittills testats inte klarade uppgiften. Trots att förslaget lades på is fortsatte FRESIP förberedelserna med att hitta lämpliga objekt och metoder. År 1996 lämnades ett förfinat förslag in till Nasa och FRESIP projektet bytte namn till Kepler för att hylla astronomen Johannes Kepler som beräknat planetbanorna och metoder för att komma fram till dess inbördes avstånd. Keplerprojektet gör likadana beräkningar fast på andra planetsystem.
År 2000 ansökte Keplerprojektet för femte gången efter att ha testat prototyper och undersökt metoder och i december 2001 godkändes och sjösattes uppdraget.

## Observationsyta
Kepler kommer att titta på ett stort område av himlen i stjärnbilderna Svanen och Lyran. Området för Kepleruppdraget valdes utifrån följande begränsningar:
1. Fältet måste hela tiden vara synligt under uppdraget.
2. Fältet måste vara rikt på stjärnor som liknar vår sol, eftersom Kepler måste iaktta mer än 100 000 stjärnor samtidigt.
3. Rymdfarkosten måste ligga i ett banplan som gör att fältet inte döljs av ljusstarkare objekt så som solen.Det område som Kepler observerar (Svanen och Lyran)

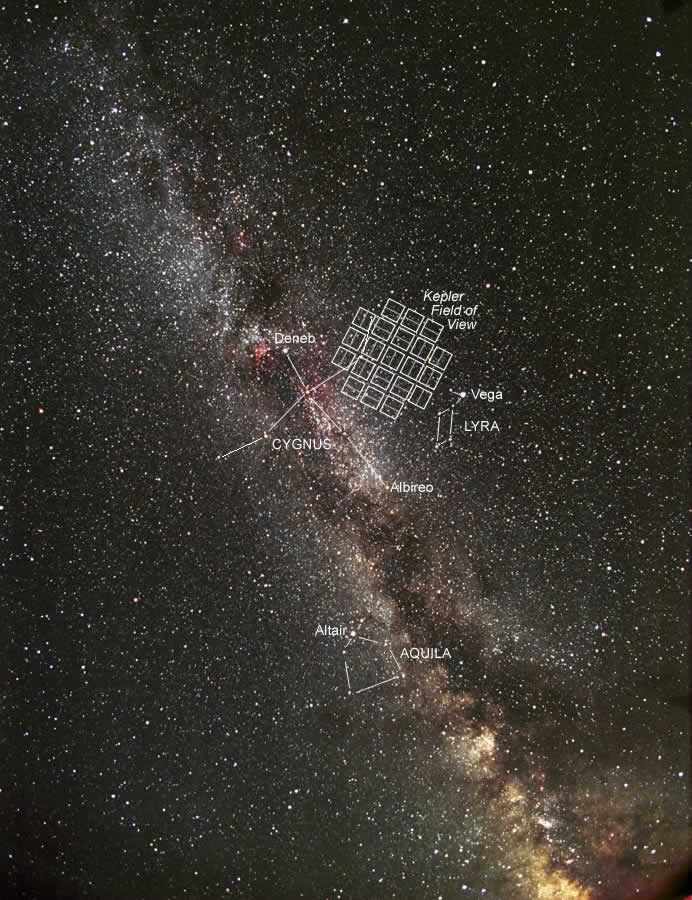
Det område som Kepler observerar (Svanen och Lyran)

Dessa begränsningar ledde till att vetenskapsmännen hade att välja mellan två områden en på norra och en på södra himlen. Området Svanen och Lyran på norra himlen valdes för dess rika fält av stjärnor, något rikare än det södra området. Därför är samtliga markbaserade teleskop som stöder Keplerteamets uppföljningsobservationer belägna på nordliga breddgrader.

## Uppdrag
Keplers uppdrag var att kartlägga en del av vintergatan för att upptäcka planeter utanför vårt eget solsystem och kunna avgöra hur många av de miljarder stjärnorna i vår galax som har jordliknande planeter.
Huvudmålet var alltså att hitta en planet som kretsar runt en stjärna med en storlek och på ett sätt som gör den jordlik. Det innebär bland annat att den ska vara ungefär hälften till dubbelt så stor och befinna sig i en omloppsbana som skapar möjlighet till flytande vatten på planeten.

### Uppdragsbeskrivning
För att kunna säkerställa det indelas uppdragsbeskrivningens datainhämtning i sex deluppgifter:
1. Undersöka förekomsten av jordliknande planeter som finns i eller nära den beboeliga zonen.
2. Undersöka fördelningen av storleken och formen på de olika jordliknande planeternas omloppsbanor.
3. Uppskatta hur många planeter det finns i stjärnsystem med flera stjärnor.
4. Undersöka variationen i omloppsbanor, planeternas reflektionsföråga, storlek, massa och densitet av jätteplaneter med kort omloppstid.
5. Identifiera fler planeter för varje upptäckt planetsystem med andra tekniker.
6. Undersöka egenskaperna hos stjärnor med planetsystem.

### Transitmetoden
Keplerteleskopet använde sig av Transitmetoden för att upptäcka exoplaneter. Metoden används när en planet passerar framför sin stjärna. Transiteringar av planeter producerar en liten förändring i stjärnans ljusstryka, omkring 100 ppm (parts per million), och den varar i 1 till 16 timmar. 
Om förändringen i ljusstyrka är orsakad av samma planet måste förändringen vara periodisk.
När planeten väl är upptäckt, kan man bestämma storleken på dess omloppsbana genom att titta på hur lång tid det tar för planeten att färdas ett varv runt sin stjärna, och sedan jämföra med stjärnans massa, som man räknar ut genom att använda Keplers tredje lag om planeternas rörelser.
Storleken på planeten hittar man på djupet av transiteringen (hur mycket stjärnans ljusstyrka minskar) och med hjälp av jämförelse av stjärnans storlek. Från omloppsbanans form/storlek och temperaturen på stjärnan kan man räkna ut planetens karakteristiska temperatur. Genom att veta planetens temperatur, vet man om planeten är beboelig eller inte.
För att man ska kunna se en planet med hjälp av transitmetoden måste denna ligga i samma banplan som jorden. Sannolikheten att en planets bana är korrekt riktad så att vi kan upptäcka den, är lika med stjärnans diameter dividerat med diametern på planetens bana. För en jordliknande planet som kretsar runt en solliknande stjärna är chansen att vi ska upptäcka den lika med 0,5 %.
Alltså för att ha en chans att hitta många planeter eller bara någon krävs att man tittar på flera tusen stjärnor för att nå ett resultat. 
Med tanke på att vi vill hitta jordliknande planeter (dvs planeter i den beboeliga zonen), är tiden mellan transit ungefär ett år.

### Därför observerar man inte med mark-teleskop
Det finns två viktiga anledningar till att dessa observationer inte kan göras från marken.
Ljusstrålarna från stjärnorna böjs i atmosfären, det är därför som det ser ut som att stjärnorna tindrar. Om du kan se förändringen med ögat vet du redan att den skenbara ljusstyrkan förändras med mer än 50 %.  Genom att jämföra en stjärna i en grupp med hela gruppen har astronomer kunnat mäta ljusförändringar så små som en tusendel. Detta kan räcka för att upptäcka en jätteplanet men är inte tillräckligt bra för att hitta jordliknande planeter.
För att upptäcka en planetarisk transitering som kanske inte varar mer än två timmar per år krävs det att man oavbrutet mäter stjärnornas ljusstyrka. Detta innebär att du skulle behöva införa särskilda teleskop på många platser runt om i världen, så att det alltid skulle finnas minst ett som kunde studera området, på nattsidan av jorden. Men på grund av att jorden kretsar runt solen ändras den tillgängliga natthimlen hela tiden, detta leder till att det inte finns någon del av himlen som kan övervakas kontinuerligt året om. Dessutom påverkas teleskopen på marken av dåligt väder och månen, vilket gör dem ännu mer ineffektiva.

## Omloppsbana
Kepler rör sig i en heliocentrisk omloppsbana. Denna bana valdes för att en kontinuerlig övervakning av de observerade stjärnorna skulle vara möjlig. Detta kräver att området som Kepler studerar, aldrig blockeras. För en rymdfarkost som rör sig i en geocentrisk bana (d.v.s. runt jorden) innebär det att nästan hälften av himlen döljs bakom jorden och de delar som är övertäckta. Förutom jordens omloppsbana är den heliocentriska banan den mest energieffektiva då farkosten ligger kvar i samma bana. Kepler ligger i en ”Jord-släpande” heliocentrisk bana med en omloppsperiod av 371 dagar vilket gör att rymdfarkosten kan hålla kontakt med jorden genom telekommunikation. En annan fördel med denna bana är att den stör rymdfarkosten väldigt lite, vilket leder till en mycket stabil riktning. Att inte vara i omloppsbana kring jorden innebär att det inte finns några störningsmoment på grund av tyngdkraften, magnetismen eller atmosfären. 

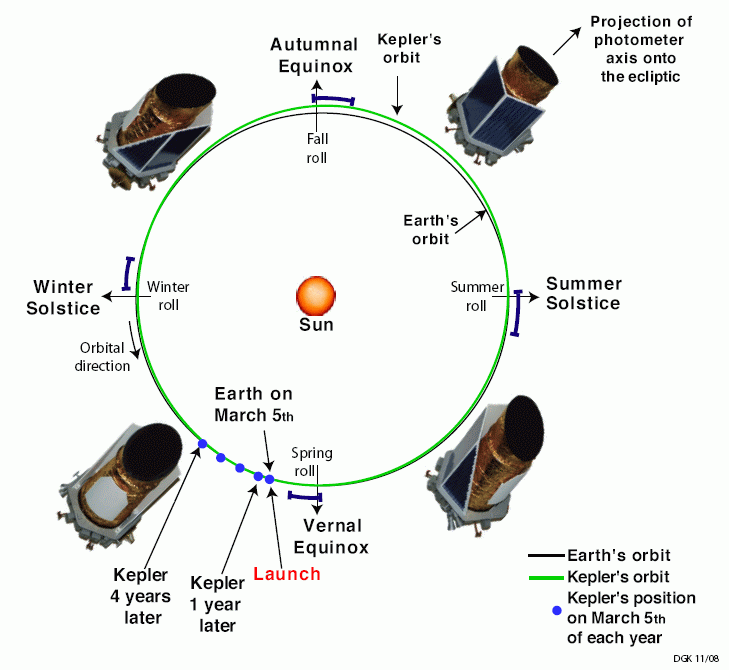
Keplers bana runt solen

## Uppföljningsobservationer
Att en stjärnas ljusstyrka ändras betyder inte att det måste bero på en planet som passerar framför stjärnan. En annan möjlighet kan vara att bakom stjärnan finns ytterligare två stjärnor som kretsar runt varandra (dubbelstjärnor). När dessa stjärnor passerar framför varandra kallas det förmörkelse. Dessa dubbelstjärnor benämns som fotometriska dubbelstjärnor. Med en sådan bakgrund liknar ljusregleringen den som blir när en planet passerar framför stjärnan. Kepler upptäcker många planetkandidater, men att bestämma vilka som är planeter är en svår uppgift.
”Follow-up Observing Program” (FOP) är till för att skilja äkta planeter från de så kallade bedragarna. FOP består av 15 medarbetare som är inriktade inom olika metoder/sätt att skilja planeter från dessa dubbelstjärnor.
Först behövs bilder med hög kvalitet på området runt den observerade stjärnan. Dessa bilder tas med antingen ett 1-meters teleskop vid Lick observatoriet, ett 2-meters teleskop som drivs av Las Cumbres observatoriet eller med Keck teleskopet på Hawaii. För att få mer detaljerade bilder, använder FOP adaptiv optik på 5-meters teleskopet på Palomar observatoriet och MMT teleskopet på Whipple observatoriet. Adaptiv optik kan ta bilder som kan upptäcka eventuella fotometriska dubbelstjärnor som ligger ytterst nära stjärnan. Om man tittar på området runt en stjärna med hjälp av adaptiv optik och det tyder på att det inte finns någon Fotometrisk dubbelstjärna är det ytterst osannolikt att det ändå gömmer sig en bakom skenet av stjärnan.
Ett annat sätt som FOP använder sig för att sålla bort fotometriska dubbelstjärnor är genom att dela upp stjärnans ljus i ett spektrum av olika våglängder. 
Fotometriska dubbelstjärnor avslöjar sig genom två regnbågar i olika färger som de var och en producerar, målade ovanpå den andra, men skilda från varandra genom Dopplereffekten. En fotometrisk dubbelstjärna skulle visa två olika hastigheter i dess spektrum av färger, och därmed avslöja förekomsten av två stjärnor som kretsar runt varandra. 
Detta spektrum gör det också tillåtet för FOP att avgöra hur många "spektrallinjer" stjärnan har och hur skarpa dessa linjer är. Spektrallinjer är ljus vid en viss frekvens. Dessa spektrallinjer kommer från atomer i stjärnans atmosfär och ett stort antal linjer och skarp skärpa erbjuder en chans att mäta dopplereffekten med extrem precision och därmed få ut stjärnans hastighet. 
De mest troliga planetkandidaterna tittar man på med Keck teleskopet på Hawaii, med målet att mäta dopplereffekten med extrem precision på en meter per sekund. En planet i omloppsbana runt en stjärna drar gravitationellt på stjärnan, den rörelse som uppstår är ett exempel på dopplereffekten. Därmed kan planetkandidaten intygas vara en planet genom att stjärnans pendlande är periodisk.
Ju mer massiv planeten är, desto större inverkan har dess gravitation på stjärnan. På detta sätt kan man alltså med hjälp av hur stor Dopplereffekten av stjärnan är, mäta planetens massa. Kepler ger oss planetens diameter, medan Dopplereffekten ger oss planetens massa. Om man vet detta kan man direkt avgöra planetens täthet (densitet), som är dess massa dividerat med dess volym. Planeter som jorden (stenplaneter) har en densitet på ca 5 gram per kubikcentimeter, medan gasformiga planeter som Jupiter har mycket lägre densitet på ca 1 gram per kubikcentimeter. Därför kan man alltså lätt skilja steniga planeter, som jorden, från gasformiga planeter, som Jupiter.

## Konstruktion
Teleskopet är ett enkelt engångsinstrument med ett specifikt uppdrag. Det är i princip en fotometer med samma teknik som i ett Schmidt-Cassegrain-teleskop med 0,95 meter bländare.
Teleskopet övervakar och utvärderar ljusstyrkan hos 100 000 stjärnor i stjärnbilderna Svanen och Lyran. Övervakningen sker kontinuerligt och samtidigt på samtliga stjärnor. Förändrar sig ljusstyrkan hos någon av stjärnorna kan det betyda att en planet i omlopp passerar mellan teleskopet och stjärnan.
Eftersom man helst vill hitta planeter i den beboeliga zonen runt stjärnor som solen är tiden mellan transit ungefär ett år. För att tillförlitligt upptäcka en sekvens behöver man fyra transiter, och därför måste uppdraget vara i minst 3.5 år. Och om kepleruppdraget håller på längre kommer det att kunna upptäcka mindre och mer avlägsna planeter, samt ett större antal planeter lika jorden.
Keplerinstrumentet är ett specialdesignat 0.95 meter i diameter teleskop och kallas fotometer eller ljusmätare.  Instrumentet har ett väldigt stort synfält för att vara ett astronomiskt teleskop, 105 kvadratgrader (vilket är jämförbart med det område av din hand hållas på armlängds avstånd), synfältet på de flesta teleskopen brukar vara mindre än en kvadratgrad. Anledningen till att Kepler har ett så stort synfält är att det behövs för att kunna observera det stora antalet stjärnor. Det är inriktat på samma stjärnfält under hela uppdraget och övervakar samtidigt fortlöpande ljusstyrkor av mer än 100 000 stjärnor i minst 3,5 år. (den ursprungliga längden på uppdraget, som kan förlängas)
Diametern på teleskopet måste vara tillräckligt stor för att minska ljuset från fotonräknande statistik, så att den kan mäta små förändringar i ljusstyrkan på en jordliknande transitering. Upplägget av hela systemet är sådant att den kombinerade skillnaden i den fotometriska precisionen över en 6,5 timmes integration är mindre än 20 ppm för den 12:e storleken solliknande stjärnor inklusive en antagen stjärnas variation på 10 ppm. Det här är en konservativ, sämsta tänkbara, antagande, om en förbistrykande transitering.
En central transitering av jorden, när den passerar Solen varar i 13 timmar. Cirka 75 % av stjärnor som är äldre än 10 miljarder år är mindre rörliga än solen på tidsskalan för en transitering. 
Fotometern måste vara rymdbaserad för att få den fotometriska precision som behövs för att tillförlitligt se en jordliknande transit och för att undvika avbrott orsakade av dag- och nattcykler, årstidscykler och atmosfäriska störningar, såsom utdöende samband med markbaserade observationer. 
Förlängning av uppdraget utöver tre och ett halvt år ger:
1.	Förbättring av signalljudet genom att kombinera flera transiter för att möjliggöra upptäckter av mindre planeter 2.	Att hitta planeter i banor med större perioder
3.	Att hitta planeter runt stjärnor som låter högre, antingen på grund av att de är svagare eller att de har mer variation

## Observationsresultat
Kepler har hittills hittat över tusen planetkandidater, vilket betyder att det finns tusentals uppföljningsobservationer som måste göras och forskarna vid FOP får därför tillbringa hundratals långa nätter vid teleskop runt om i världen. 
De två uppgifterna som FOP har är avgörande för Keplers uppdrag, nämligen att sålla bort fotometriska dubbelstjärnor som efterliknar planeter och att mäta massan av de funna planeterna.

### Inledande upptäckter
Under sina första månader i operativ tjänst fann Keplerteleskopet bland de cirka 1 200 möjliga planeterna att 15 stycken av dessa kunde bekräftas av markbaserade teleskop.
Av planetkandidaterna är 68 stycken i jordstorlek, 228 stycken "superjordar", 662 i ungefär Neptunus storlek och 19 stycken är mycket större än Jupiter.
De första exoplaneterna Kepler upptäckte var Kepler 4b, 5b, 6b och 8b. Dessa planeter har höga massor och extrema temperaturer och varierar i storlek. Deras banor sträcker sig från 3,3 till 4,9 dagar, och temperaturen varierar mellan 2 200 och 3 000 grader Fahrenheit, vilket är hetare än lava och är alldeles för varmt för sådant liv som vi känner till. Dessa fem exoplaneters stjärnor är större och varmare än vår sol.
Den första stenplaneten som Kepler upptäckte var Kepler-10b, en exoplanet ca 1,4 gånger så stor som jorden. Den upptäckten är baserad på uppgifter från maj 2009 till början av januari 2010. Kepler-10b är mer än 20 gånger närmare sin stjärna än vad Merkurius är nära solen, och därför är planeten inte i den beboeliga zonen. Men även om denna planet inte är i den beboeliga zonen ser man denna upptäckt som en milstolpe i sökandet efter planeter som liknar vår jord.
En av andra större upptäckter är stjärnan Kepler-11 och dess planetsystem, som ligger ca 2 000 ljusår från jorden. Innan man hittade Kepler-11, hade man inte sett planetsystem med fler än tre planeter, men Kepler-11 har minst sex planeter i en omloppsbana kring sig, och keplerteamet tror de har stora chanser att hitta en sjunde. Alla planeter runt Kepler-11 är större än jorden, och den största är som Neptunus och Uranus. Inifrån Kepler-11 och ut finns planeterna Kepler-11b, Kepler-11c, Kepler-11d, Kepler-11e, Kepler-11f och Kepler-11g. Alla sex av planeterna har omloppsbanor som är mindre än Venus, och fem av de sex har en bana som är mindre är Merkurius. De fem inre planeterna tillhör de allra minsta exoplaneter som upptäckts. Mätning visar att planeterna består av en blandning av sten, gas och kanske vatten.
En studie baserad på data från Keplerteleskopet av Harvard–Smithsonian Center for Astrophysics uppskattar att det finns över 17 miljarder jordlika planeter i vår galax.

### Senare rön
Bland nya erfarenheter kom upptäckten av exoplaneten Kepler-16b den 7 juli 2011. Kepler-16b är den första funna himlakropp, som kretsar runt två stjärnor. 
Den 5 december 2011 tillkännagav Nasa att Kepler funnit en planet, Kepler-22b, i den beboeliga zonen runt stjärnan Kepler-22.
Fastän inga nya vetenskapliga data från Kepler hade kunnat samlas in efter missödena med reaktionshjulen i maj 2013, tillkännagavs 63 nya kandidater i juli baserade på tidigare observationer. Fram till och med augusti 2013 har 135 exoplaneter säkert konstaterats, men mycket insamlad data återstår att analysera och verifiera.

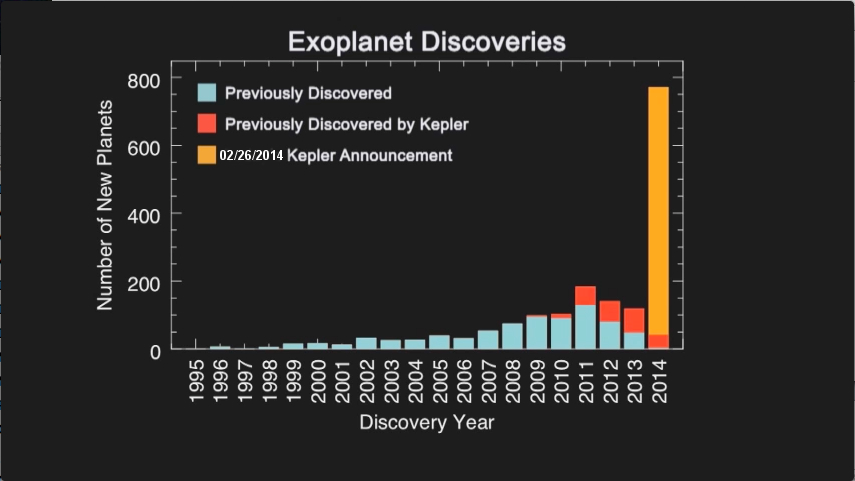
Histogram över Exoplanetupptäckter - den gulfärgade stapeln visar de nyannonserade planeterna inklusive de som verifierats med multiplicitets tekniken (2014-02-26).

Den 13 februari 2014 tillkännagavs över 530 ytterligare kandidater i system med enstaka planeter. Flera av dessa var av Jordens storlek och belägna i den beboeliga zonen runt sin stjärna. Detta antal utökades ytterligare med omkring 400 i juni 2014. Den 26 februari meddelade forskarna att data från Kepler hade bekräftat förekomsten av 715 nya exoplaneter med en ny statistisk metod, som kan underkänna de flesta falska positiva svar. Den använder data från NASA:s Spitzerteleskopet och kallas "Blender". Kepler-teamet anser att denna metod som bland andra ledde till upptäckten av Kepler-10c, var vad som behövdes för att bekräfta många planeter i Keplers sökområde.
Exoplaneten Kepler-10c hade varit en kandidat ända sedan januari 2011 när Kepler-10b upptäcktes, men den bekräftades först i maj. Nya noggranna observationer 2014 från marken med superinstrumentet HARPS-N på det italienska teleskopet TNG på Kanarieön La Palma har dock avslöjat att Kepler-10c är en ny typ av planet: Två superjordar i samma system.
Den bästa kandidaten för en beboelig planet som hittats per 2014 är enligt astronomer exoplaneten Kepler-186f. Kepler-186f cirkulerar 500 ljusår från den något mindre jorden. Den kan mycket väl innehålla flytande vatten.